# Renaud Dion
Renaud Dion (Gien, 6 de gener del 1978) és un ciclista francès, professional des del 2004 al 2013.

## Palmarès
- 2003
  - 1r a Ginebra
  - Vencedor d'una etapa dels Boucles de la Mayenne
- 2006
  - 1r a Le Samyn
- 2011
  - 1r a la Ruta Adélie de Vitré

### Resultats al Giro d'Itàlia
- 2006. 104è de la classificació general
- 2009. 81è de la classificació general

### Resultats a la Volta a Espanya
- 2007. 78è de la classificació general
- 2008. 113è de la classificació general